# 約翰·史賓沙 (籃球運動員)
約翰·史賓沙（英語：John Spencer，1966年7月18日—），生於美國，已退役美國籃球運動員，司職中鋒。

## 籃球生涯
史賓沙生於美國，大學時代就讀於侯活大學，他於1997年與隊友威文堪稱本地籃壇最佳外援，帶領威立橫掃香港球壇，其後他更隨隊以香港甲一聯賽冠軍身份的威立代表香港出征印尼角逐亞洲冠軍球會盃，更協助威立奪得亞洲冠軍球會盃冠軍，寫下香港籃運歷史一頁。到2017年9月3日專程抽空回港參加「威立亞冠王者廿戴情」聚會。

## 外部連結
- 約翰·史賓沙在fiba.basketball（英语）
- 約翰·史賓沙在中国男子篮球职业联赛官網
- 約翰·史賓沙在Sports-Reference.com（NCAA）（英语）
- 約翰·史賓沙在Eurobasket.com（球員）（英语）